# 67 TCN
Năm 67 TCN là một năm trong lịch Julius. 